# Skeppargränd

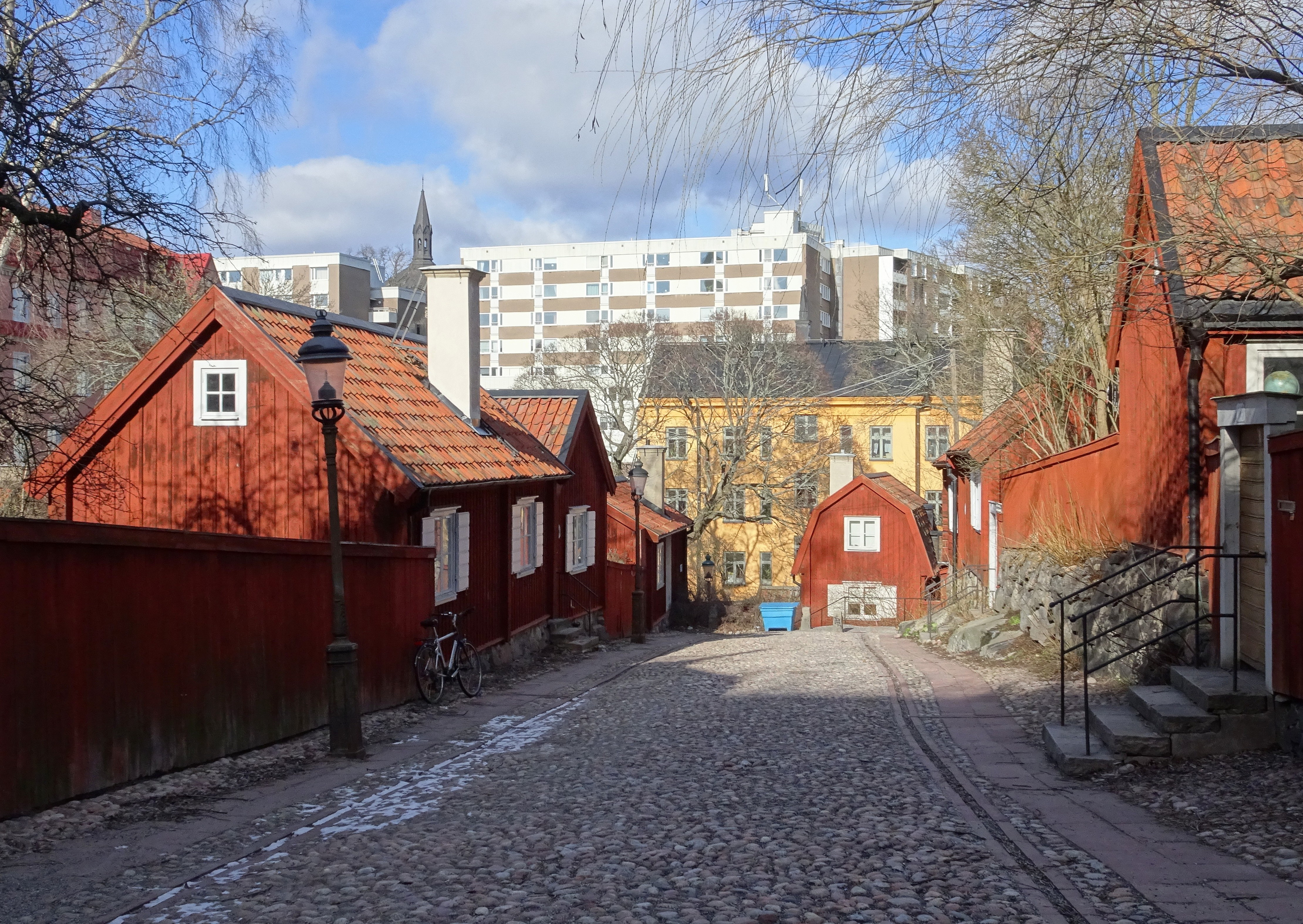
Skeppargränd mot norr med Lotsgatan nr 3 i fonden, 2019.

Skeppargränd är en gata på östra Södermalm i Stockholm. Gatan kantas av kulturhistoriskt intressant bebyggelse som sedan 1956 ingår i kulturreservatet Åsöberget. Fastigheterna ägs och förvaltas av AB Stadsholmen. Husen är blåmärkta av Stadsmuseet i Stockholm, vilket innebär "att bebyggelsen bedöms ha synnerligen höga kulturhistoriska värden".

## Historik
Gränden sträcker sig i nord-sydlig riktning mellan Lotsgatan i norr och Åsögatan i söder. Anslutning till Lotsgatan sker via trappor. Ett tidigare namn för Skeppargränd var Lilla Sågarebacken. Den och parallellgatan Sågargatan påminner om de många sågare som sågade plank och stockar för skeppsbyggen vid Södra varvet. Gatan fick sitt nuvarande namn 1806 och faller under samma kategori som närbelägna Lotsgatan. Namnförslaget kom från Hieronymus von der Burg som var verksam i Stockholm som vice stadsingenjör kring sekelskiftet 1800.

## Kulturhistorisk bebyggelse

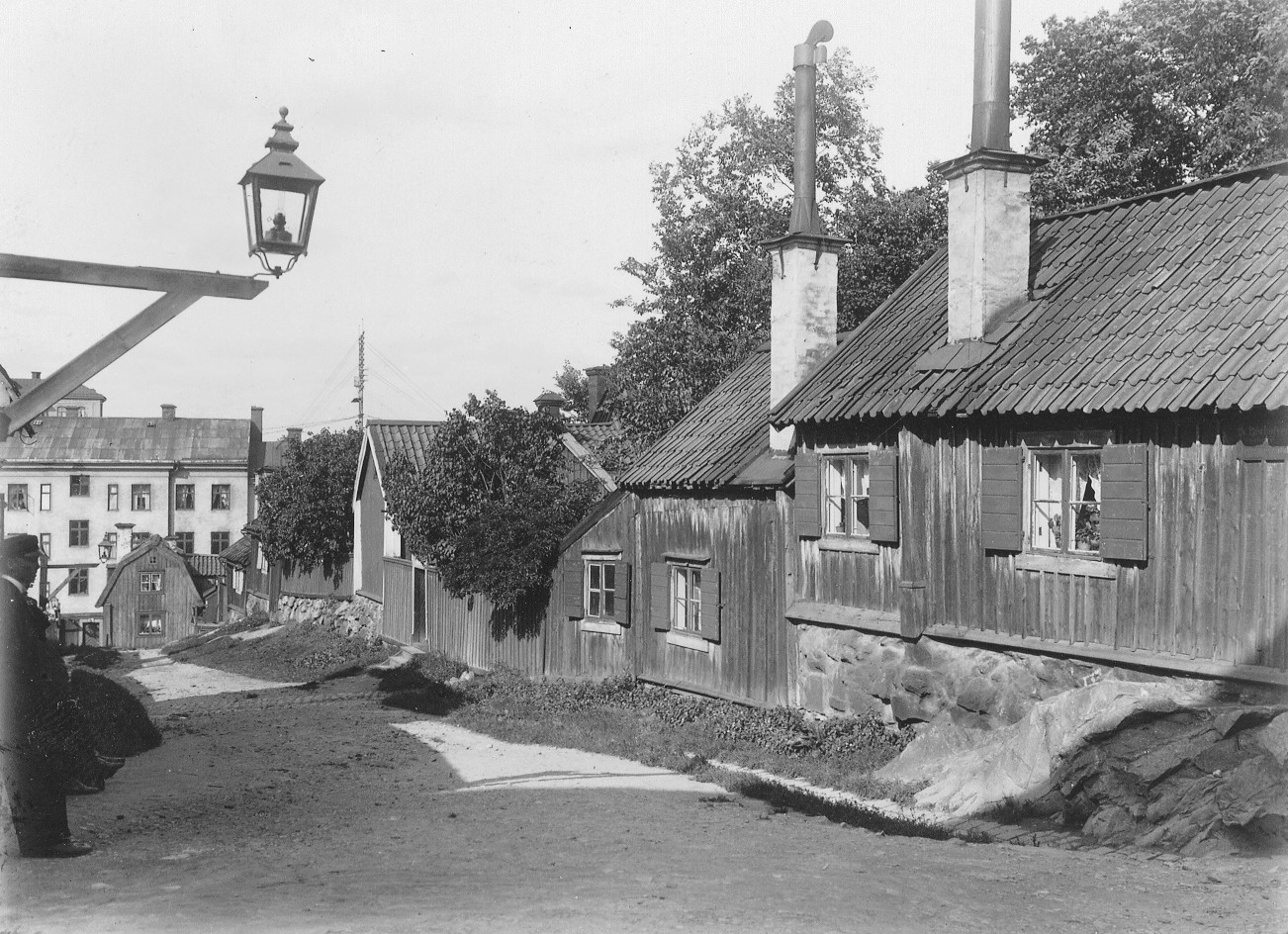
Skeppargränd, 1903.

Skeppargränd kantas av kulturhistoriskt värdefull bebyggelse från 1700-talets första hälft belägen i kvarteren Tjärhovet större (väster om gränden) och Lotsen (öster om gränden). De små röda husen utgör idag ett pittoreskt inslag i trakten kring Åsöberget men ger samtidigt en bild av de enkla bostadsförhållandena för arbetare och mindre bemedlade på Stockholms malmar under 1700- och 1800-talen. 
Bebyggelsen har starka kopplingar till den historiska tjärhanteringen och skeppsbyggeriet vid Södra varvet som fanns nedanför berget vid dagens Tegelviken samt till textilfabrikerna vid Hammarby sjö. Husen förvärvades av Stockholms stad i flera omgångar mellan åren 1881 till 1927. En upprustning och modernisering påbörjades 1961 och avslutades på 1980-talet. Några byggnader flyttades även hit från andra delar av staden som annars hade fallit offer för rivningar.

## Byggnader (urval)

### Fastigheten Lotsen
- Nummer 1: Uppfördes 1725 med två olika stommar som sammanfogades till två bostäder. I samband med moderniseringen rekonstruerades stora delar av stommen med historiskt byggnadsmaterial.
- Nummer 3: Tomten uppläts i två omgångar, 1709 och 1724. Den äldsta delen bebyggdes 1710. De ursprungligen två lägenheterna slogs samman till en bostad vid ombyggnaden 1965.
- Nummer 5: Tomten uppläts redan på 1690-talet och bebyggdes med två hus 1712 respektive före 1736. Husen har sina gavlar mot Åsögatan 195 och även sina entré därifrån. Här bodde Albert Engströms fiktiva figur Kolingen. På en av hans teckningar syns Kolingen i porten vid Åsögatan. Enligt Engström "logerar han hos Fula Filip, vilken i sin ordning innebor hos Feta Fille..."[2] På adressen fanns tidigare även Carl Larssons ateljé liksom konstnärsgruppen De tre.

Skeppargränd 1–5
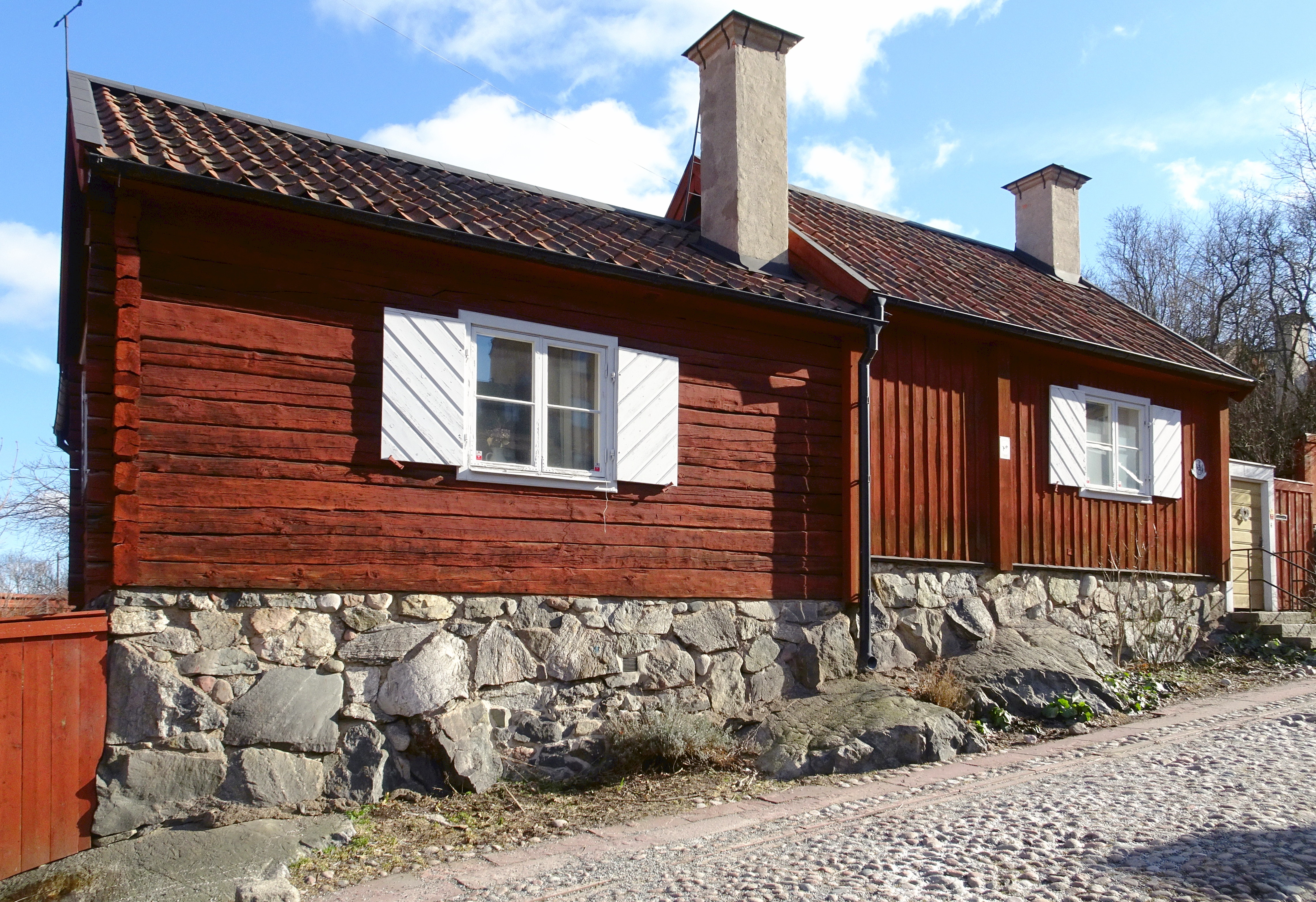
Skeppargränd 1
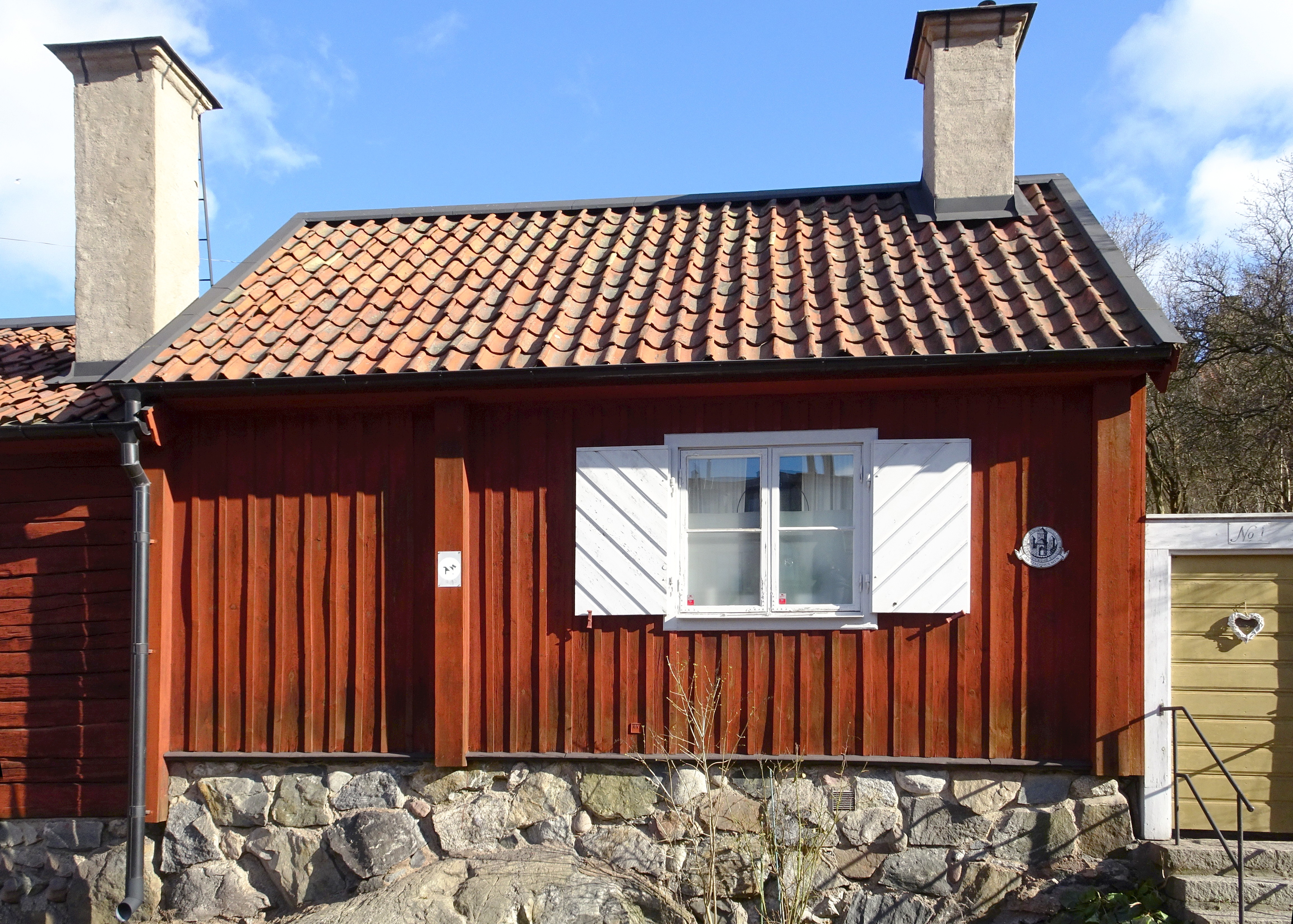
Skeppargränd 1
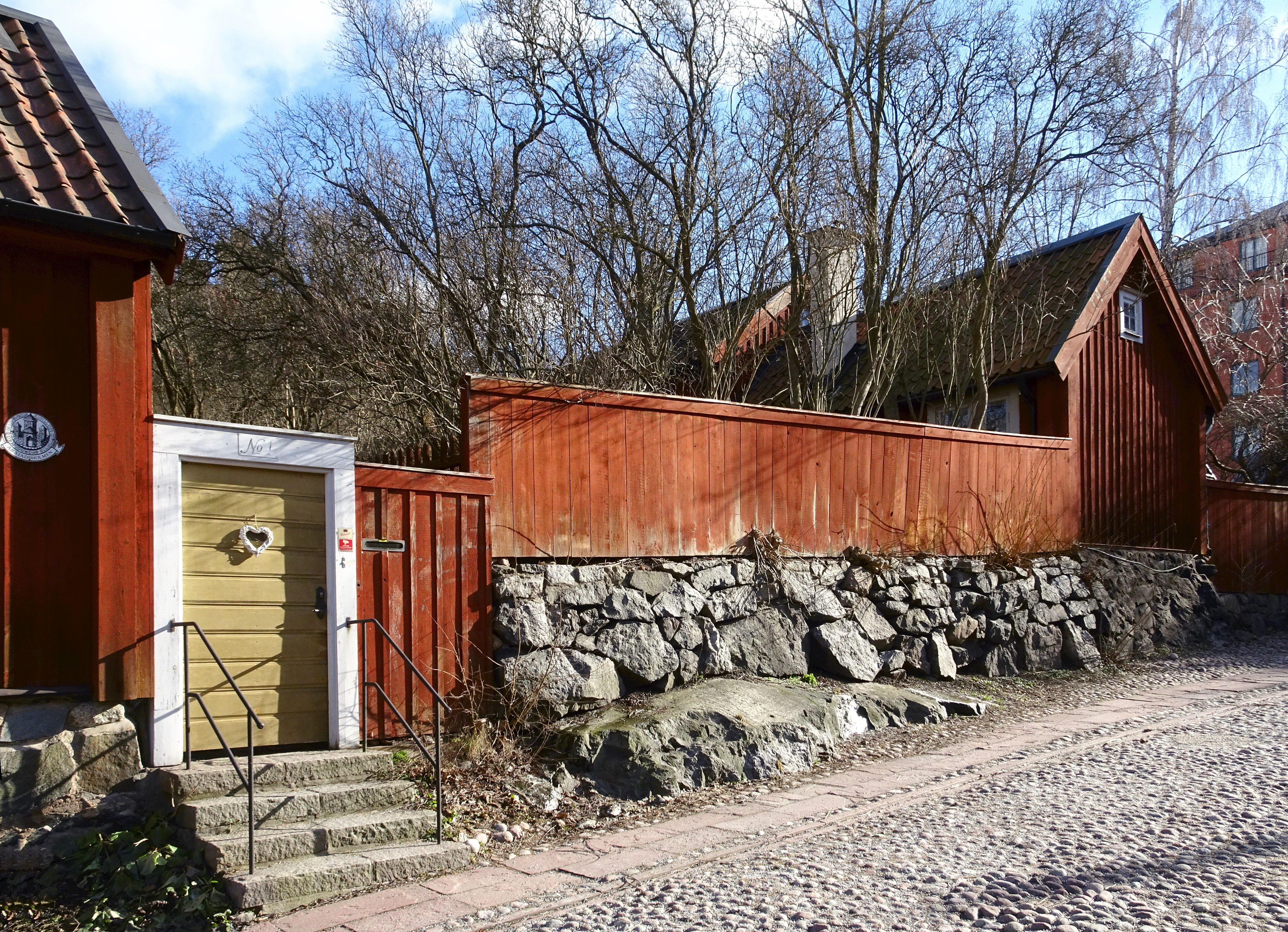
Skeppargränd 1 och 3
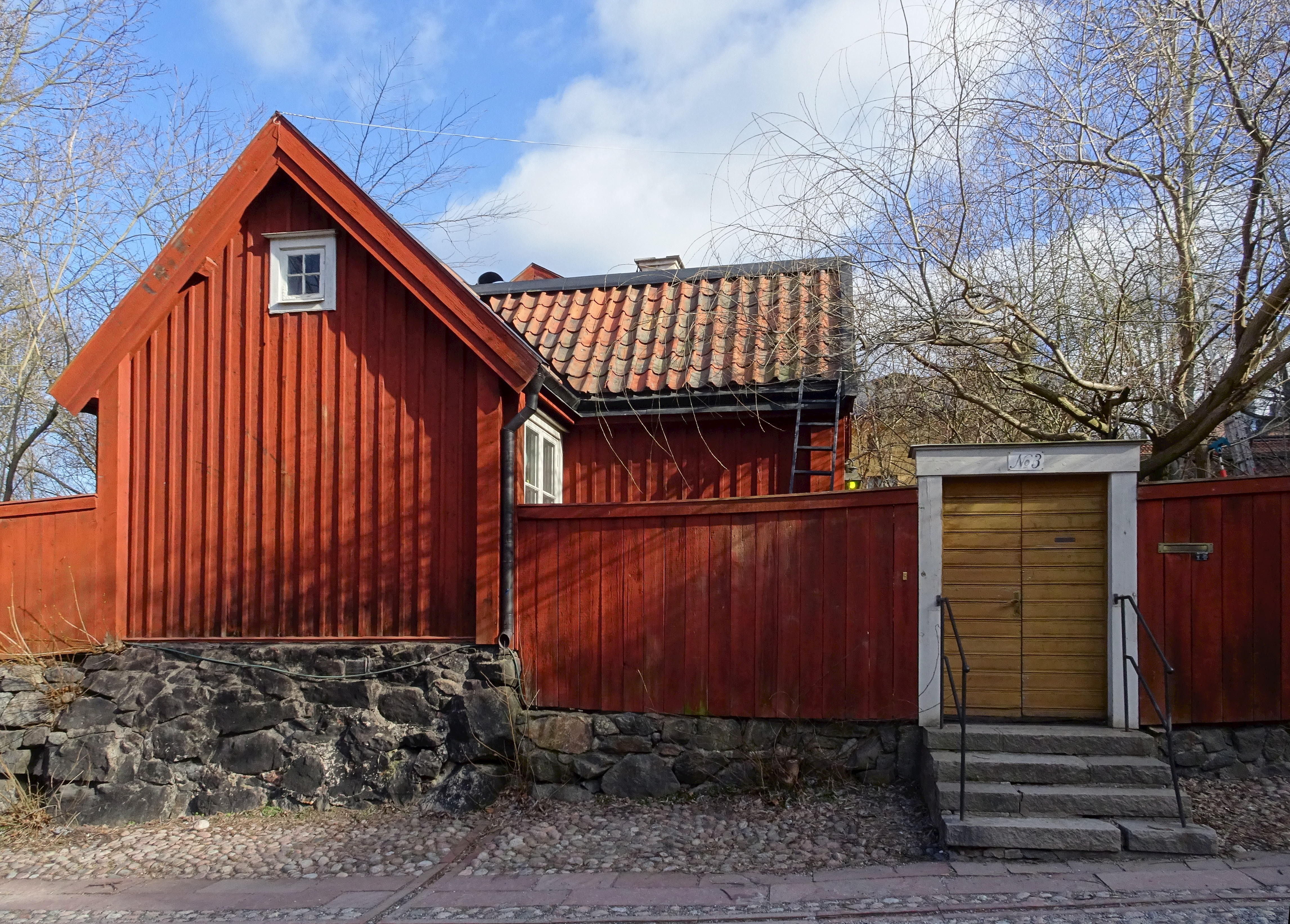
Skeppargränd 3
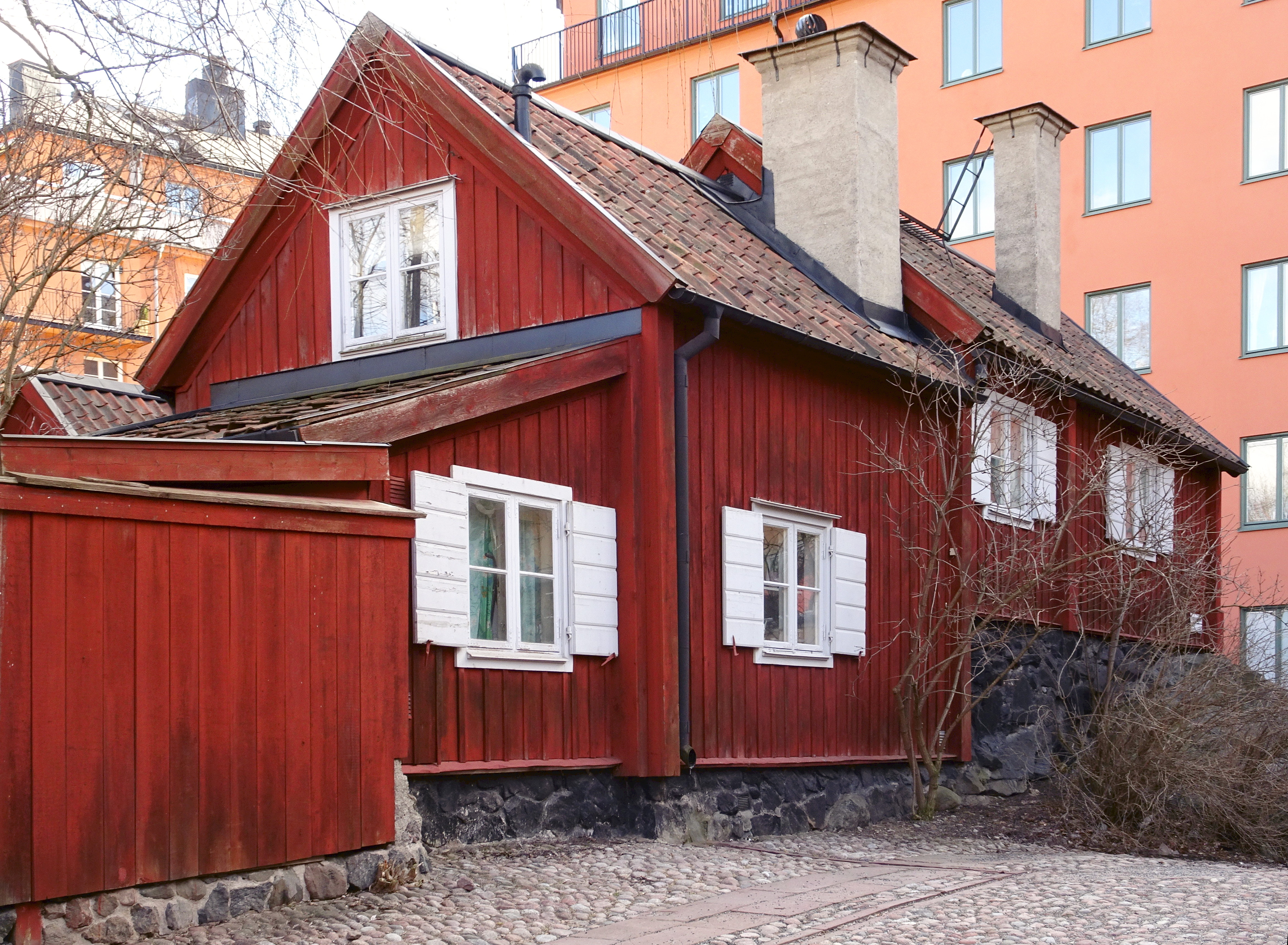
Skeppargränd 5

### Fastigheten Tjärhovet större
- Nummer 2: Tomten uppläts 1692 och omfattar hela hörnet mellan Sågargatan, Lotsgatan och Skeppargränd. Fastigheten tillhörde 1726 sågaren vid Södra varvet, Anders Nilsson. Idag finns på tomten en ateljé (mot Skeppargränd), ett bostadshus (mot Sågargatan) och en förrådsbod.
- Nummer 4: Tomten uppläts 1693 och sträcker sig mellan Skeppargränd och Sågargatan. Den bebyggdes med två sammanbyggda stugor sannolikt före 1700-talets mitt. Den ena har sin långsida mot gränden, den andra sin gavel, däremellan finns porten. Tomten är den enda som ännu har en fungerande in- och utgång mot Sågargatan.
- Nummer 6: Även denna tomt sträcker sig mellan Skeppargränd och Sågargatan och uppläts 1691 av staden. Bebyggelsen tillkom troligen före 1730. På tomten finns ett mindre och ett större bostadshus, det senare hörde ursprungligen till granntomten i söder. Husen står mot Sågargatan men kan inte längre nås därifrån efter Sågargatans sänkning på 1900-talets början.
- Nummer 8: Hörntomten Sågargatan / Åsögatan / Skeppargränd uppläts 1698 och bebyggdes delvis av brännvinsbrännaren Bergh vilken 1723 sålde fastigheten till timmermannen Hans Öhrström. 1768 såldes östra delen av tomten till murargesällen Anders Söderberg. Han byggde sedan det enda stenhuset i kvarteret. Den ursprungliga körporten från Sågargatan finns visserligen kvar men svävar högt över gatan och är obrukbar sedan gatan sprängdes ner.

Skeppargränd 2–8
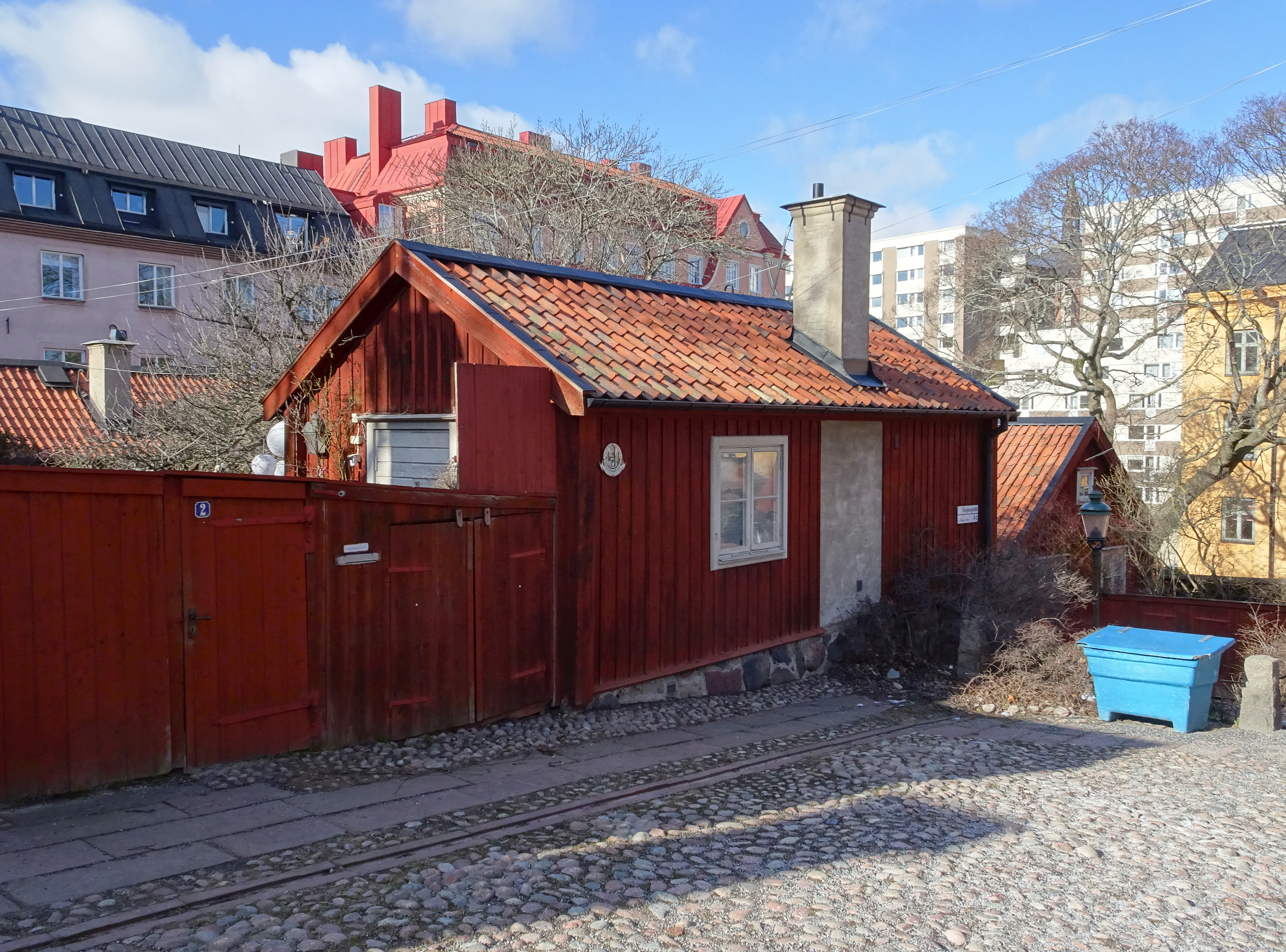
Skeppargränd 2
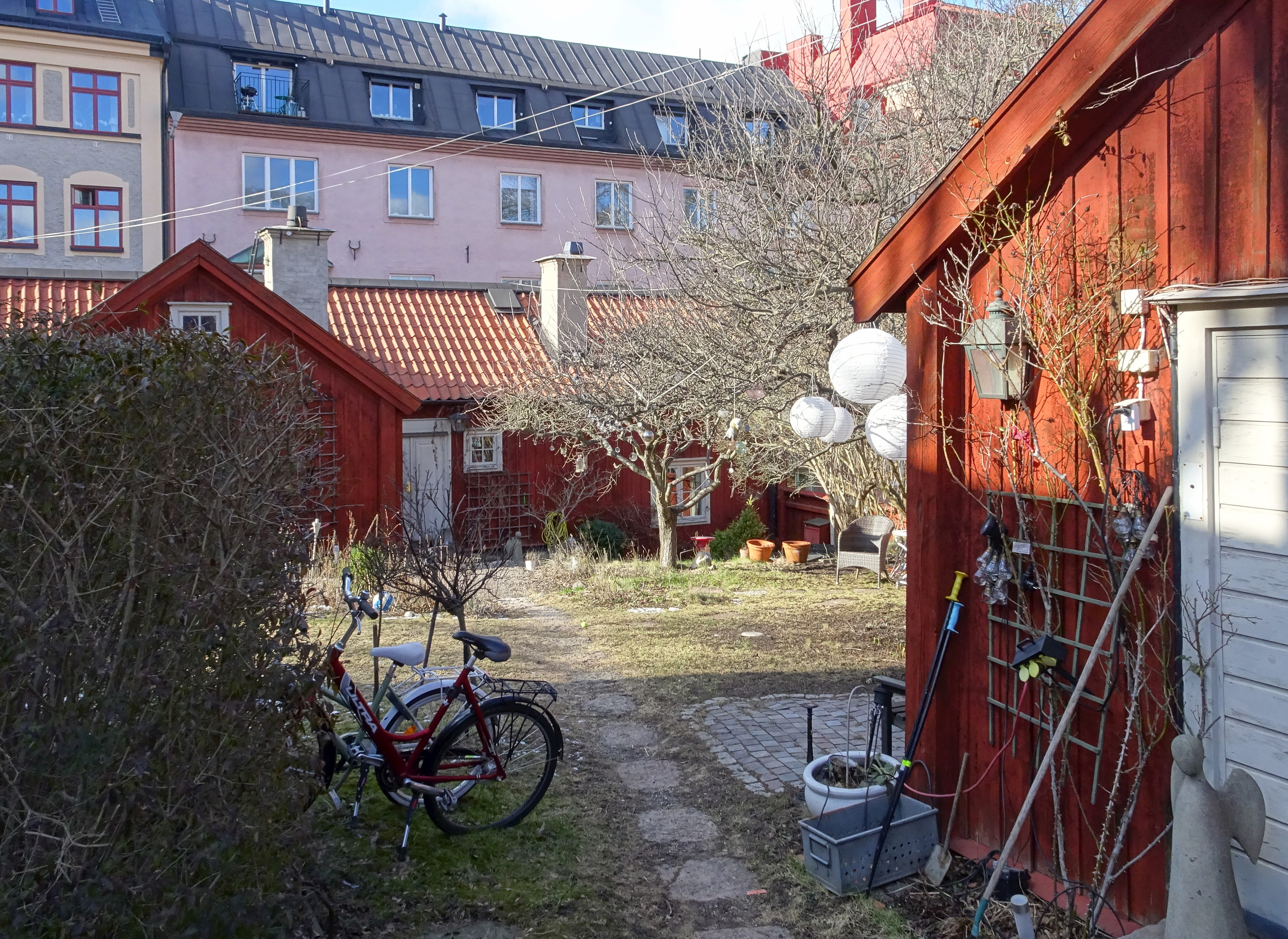
Skeppargränd 2, innergård
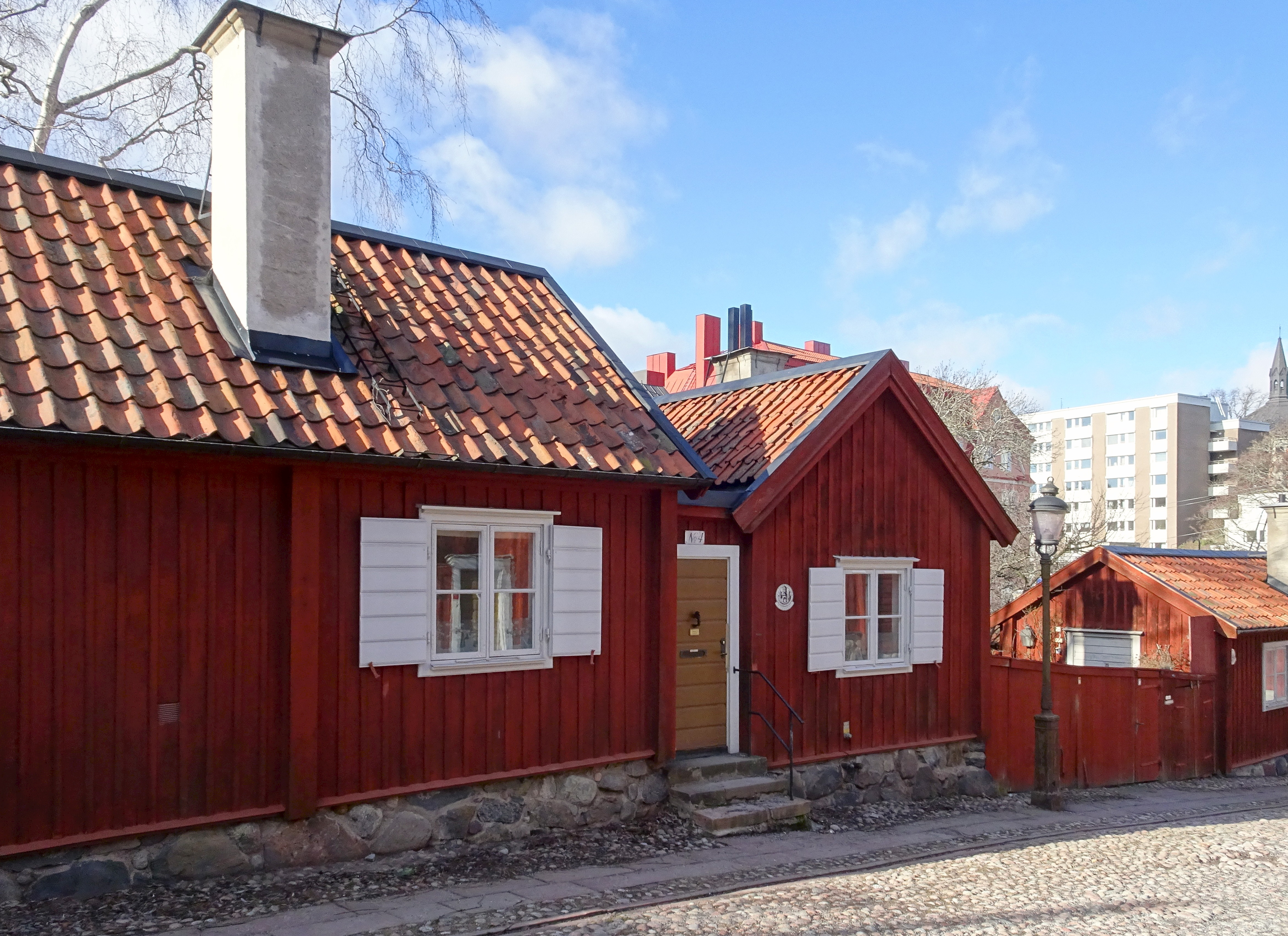
Skeppargränd 4
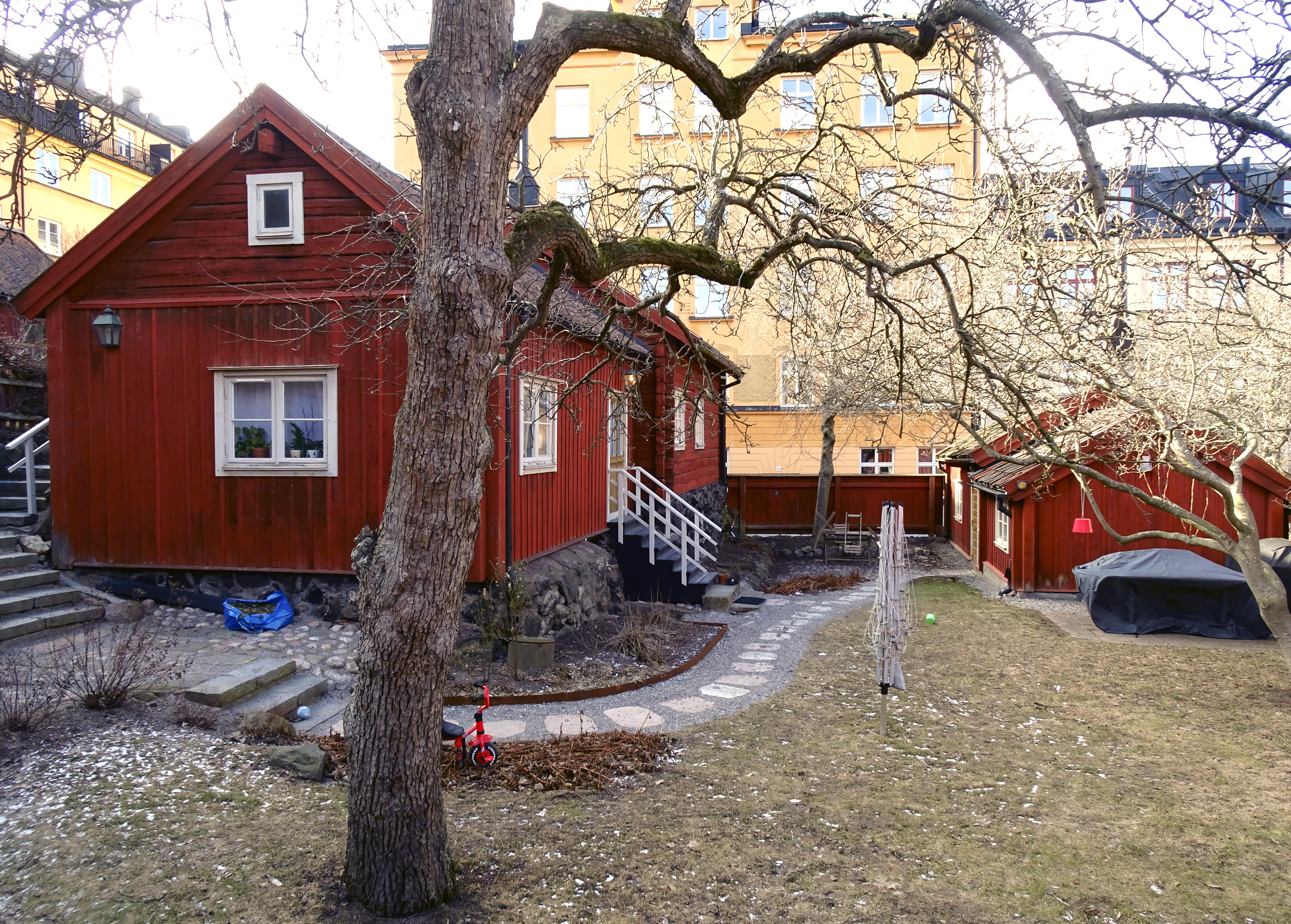
Skeppargränd 6, innergård
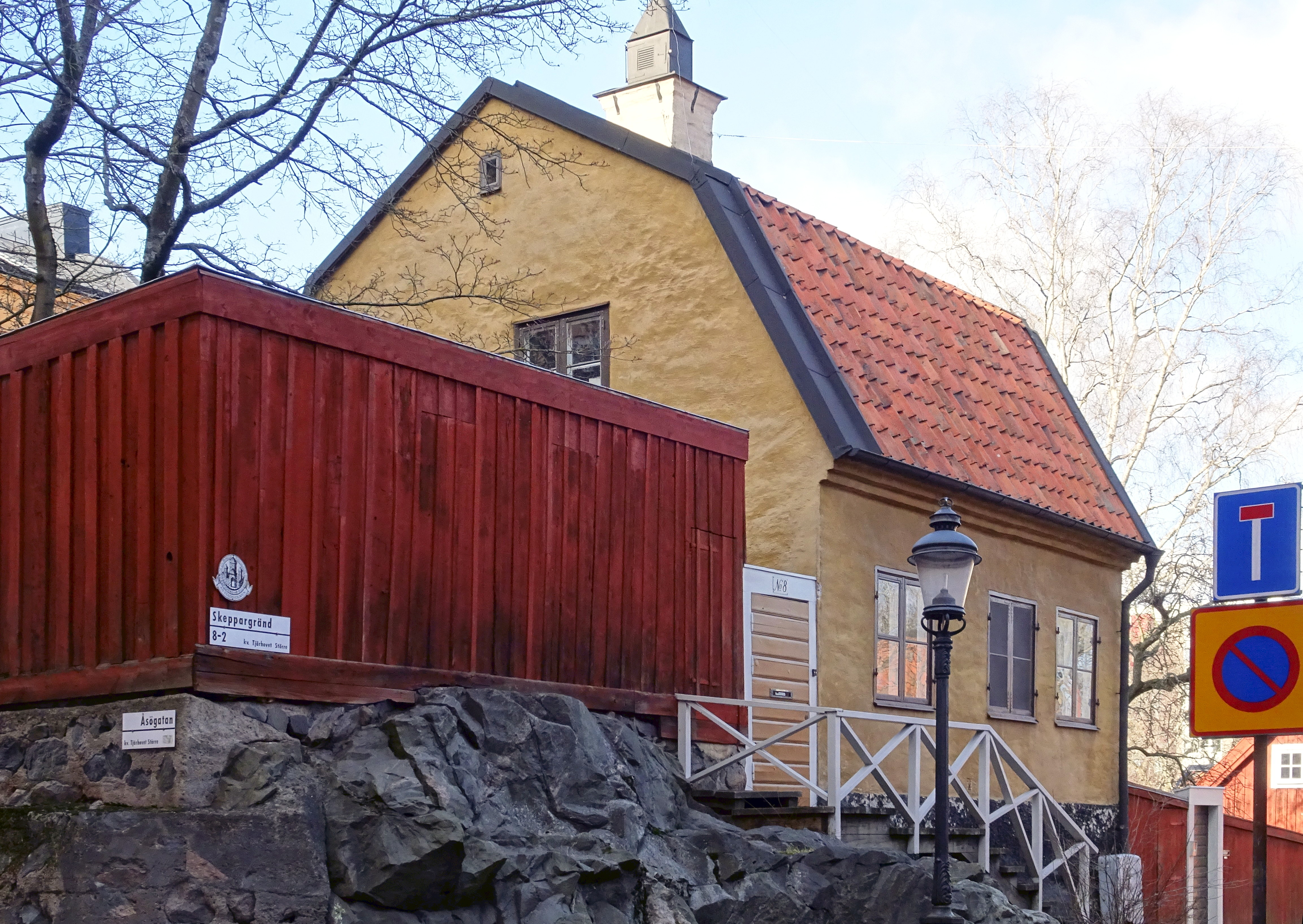
Skeppargränd 8